# Línea L33 (Montevideo)
La línea L33 es una línea local de Montevideo,  une el barrio Manga con el barrio Transatlántico en modalidad de circuito.

## Características
A diferencia de la línea L32, la L33 accede por Camino Antares, dobla por Felipe Vaz y realiza una parada allí, para luego volver nuevamente por Camino Antares a su destino, esto es en el barrio Puntas de Macadam, en donde los vecinos del lugar no contaban con ninguna línea de ómnibus. La frecuencia de esta línea es de 50 minutos aproximadamente.

## Recorridos
| - MANGA - Avenida José Belloni - Camino Antares - Felipe Vaz - Edrulfo Olivera - Santos Alfonso - Cno. Antares - Avenida José Belloni - Mio Mio - Menta - Ortiga - TRANSATLÁNTICO | - TRANSATLÁNTICO - Ortiga - Corindón - Mio Mio - Avenida José Belloni - Cno. Antares - Felipe Vaz - Edrulfo Olivera - Santos Alfonso - Cno. Antares - Avenida José Belloni - Camino Carlos A. López - Anacahuta - Av. de la Aljaba - MANGA Continua sin espera... |